# Robert Leke (3e comte de Scarsdale)
Pour les articles homonymes, voir Leke.
Robert Leke, 3e comte de Scarsdale (9 mars 1654 - 27 décembre 1707) est un homme politique et courtisan anglais, titré Lord Deincourt de 1655 à 1681.
Il est lié par alliance au comte de Huntingdon, un fervent partisan de Jacques II et l'un des très rares non-catholiques à le soutenir jusqu'à la fin. Comme la grande majorité, Scarsdale démissionne de ses fonctions en 1687 pour protester contre sa politique religieuse et soutient la Glorieuse Révolution de 1688.
Cependant, il est arrêté pendant la peur de l'invasion de 1692 et rejoint Huntingdon comme l'un des cinq pairs à voter contre l'Acte d'Établissement de 1701 interdisant aux catholiques d'accéder au trône britannique.

## Biographie
Scarsdale est le fils aîné de Frances Rich (1621-1692) et Nicholas Leke, 2e comte de Scarsdale (1627-1680), qui est décrit par l'homme politique et historien royaliste, Lord Clarendon, comme un "homme grossier et ignorant avec un très visage désagréable » . Il a une sœur, Mary, et un frère cadet, Richard (mort en 1687) .
De 1668 à 1671, il voyage en Europe, avant de rentrer chez lui. Le 11 février 1672, il épouse Mary Lewis (1658 - 1684), fille et cohéritière de John Lewis, un riche propriétaire terrien du Yorkshire, dont la sœur est la première épouse du comte de Huntingdon.
Leur fille unique, Frances, est décédée en 1681, suivie de Mary en 1684, ce qui entraîne un long différend juridique sur la répartition de ses biens. À sa mort en 1707, Scarsdale est remplacé par le fils aîné de son frère, Nicholas.

## Carrière
En 1677, Scarsdale devient capitaine de l'Honorable Band of Gentlemen Pensioners, un garde du corps de cérémonie dont la fonction principale est un club social pour les jeunes aristocrates ; en 1682, il vend la position à Huntingdon pour 4 500 £. En 1678, il est nommé capitaine dans le régiment de Lord Gerard recruté pour servir dans la dernière partie de la guerre franco-néerlandaise, il n'a jamais participé à une bataille.
Aux élections de mars 1679, il est réélu député de Newark, avec l'aide de son cousin Francis Leke (1627-1679). Cela a lieu pendant la crise d'exclusion de 1679-1681, une campagne pour « exclure » le catholique Jacques, duc d'York, de la succession au trône. Cela reflète également des préoccupations plus larges concernant les efforts de la Couronne pour gouverner sans Parlement, renforcées par l'association entre le catholicisme et le régime absolutiste de Louis XIV. Lorsqu'un projet de loi visant à exclure James semble susceptible d'être adopté, Charles II suspend le Parlement en juillet.
Au moment où la Chambre se réunit, Scarsdale a été élevé chez les Lords en tant que Lord Deincourt, où il siège aux côtés de son père. Il s'abstient de voter sur le projet de loi d'exclusion mais soutient l'exécution du vicomte Stafford pour trahison en novembre 1680, tout comme sept des huit membres de la propre famille de Stafford.
Cependant, la campagne anti-catholique connue sous le nom de complot papiste conduit à des troubles publics généralisés et à l'exécution de 22 « conspirateurs » presque certainement innocents ; en 1681, Titus Oates, source des accusations, affirme que la reine a conspiré pour empoisonner Charles. Cela est considéré comme un pas de trop et la plupart des modérés retirent leur soutien à l'exclusion, notamment Scarsdale, qui a succédé à son père en tant que comte en janvier 1681.
Il est mentionné à plusieurs reprises par ses contemporains comme faisant partie d'un cercle de courtisans endurcis, dont les frères Wharton, Henry et Thomas. Même pour les normes de la période, Wharton, qui occupe plus tard le poste de Lord du sceau privé, il est considéré comme « vide de principe moral ou religieux » ; en 1682, il aurait fait irruption dans une église et aurait déféqué en chaire.
En 1684, Scarsdale est nommé Lord-lieutenant du Derbyshire ; lorsque Jacques devient roi en février 1685, il est nommé colonel d'un régiment de cavaliers et Porte-coton du prince George de Danemark. Beaucoup soutiennent James parce que les souvenirs des guerres des Trois Royaumes de 1638 à 1651 restent présents et ils craignent les conséquences de l'élimination de l'héritier « naturel ». Cela entraîne l'effondrement rapide des rébellions de Monmouth et d'Argyll en juin 1685. Cependant, l'Église d'Angleterre et le système juridique sont considérés comme des éléments essentiels d'une société stable. Les politiques religieuses de James minent la première, ses tentatives pour les faire respecter attaquent la seconde .
À la fin de 1687, James essaie d'assurer un Parlement qui voterait pour sa déclaration d'indulgence. Cela est fait en exigeant des Lords-Lieutenants d'administrer les soi-disant « Trois questions » ; seuls ceux qui confirment leur soutien à l'abrogation du Test Act sont autorisés à se présenter aux élections. Beaucoup démissionnent plutôt que de le faire, notamment Scarsdale, qui est remplacé comme Lord Lieutenant de Derbyshire par Huntingdon et renvoyé de ses autres postes.
Scarsdale a des sympathies jacobites ; en d'autres termes, il soutient les Stuarts en exil. Entre autres démonstrations de cela, il est l'un des cinq pairs à protester officiellement dans le House of Lords Journal contre l'adoption de l'Act of Settlement (1701), un acte qui confirme l'exclusion des Stuart du trône [Journals of the House of Lords, vol.16, p. 699, mai 1701].
Scarsdale meurt sans enfant en 1707 et ses titres passent à son neveu, Nicholas ; un membre de l'administration conservatrice qui dépense d'importantes sommes d'argent pour rénover la maison familiale de Sutton Scarsdale Hall .

## Sources
- John Child, The Army of Charles II, Routledge, 2006 (ISBN 978-0415412766)
- BD (ed) Henning, LEKE, Sir Francis, 1st Bt. (1627-79), of The Chauntry, Newark, Notts, in The House of Commons, 1660-90, Online, 1983 (ISBN 978-0436192746)
- BD (ed) Henning, LEKE, Robert, Lord Deincourt (1654-1707), of Duke Street, Westminster, in The House of Commons, 1660-90, Online, 1983 (ISBN 978-0436192746)
- House of Lords Journal Volume 13: 22 October 1680, HMSO, 1767
- Journals of the House of Commons, Volume 11; 1693-1697, House of Commons, 1803
- Catherine F Patterson, Hastings, Theophilus, seventh earl of Huntingdon, Online, 2004
- Anne Somerset, Queen Anne; the Politics of Passion, Harper, 2012 (ISBN 978-0007203765)
- Peter Tapsell, The Personal Rule of Charles II, 1681-85: Politics and Religion in an Age of Absolutism, Boydell Press, 2007 (ISBN 978-1843833055)
- John Harold Wilson, Court Satires of the Restoration, Ohio State University Press, 1986 (ISBN 978-0814202494, lire en ligne)